# الفجرة (الثوابي)

تعديل مصدري - تعديل

الفجرة محلة تابعة لقرية نامة، التابعة لعزلة الثوابي بمديرية جبلة إحدى مديريات محافظة إب في الجمهورية اليمنية، بلغ تعداد سكانها 20 حسب تعداد اليمن لعام 2004.